# Antonio Mongitore

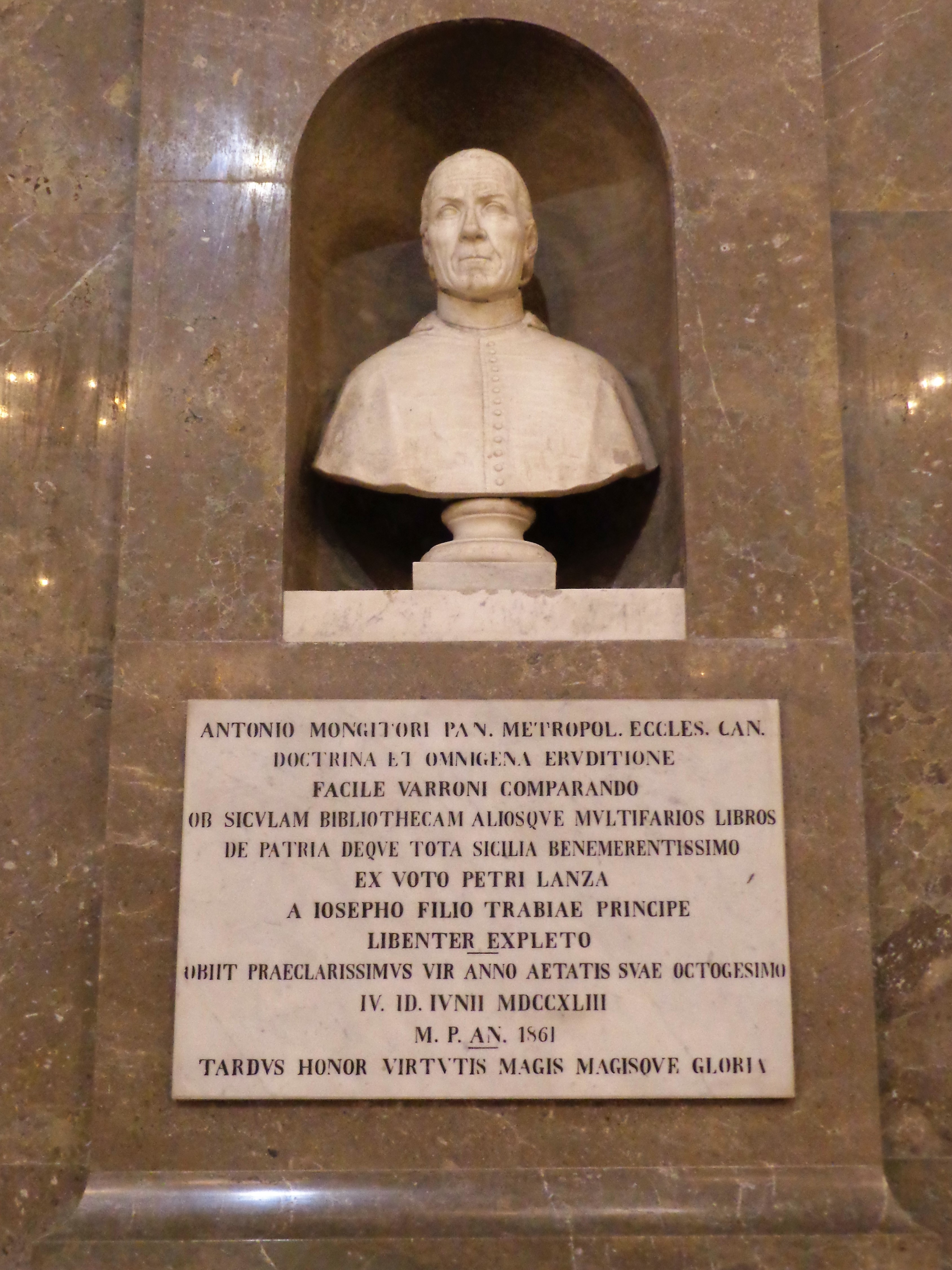
Busto marmoreo, chiesa di San Domenico, Palermo.

Antonio (o Antonino) Mongitore (Palermo, 4 maggio 1663 – Palermo, 6 giugno 1743) è stato uno scrittore, presbitero e storico italiano, cittadino del Regno di Sicilia.

## Biografia
Canonico del capitolo della cattedrale di Palermo, fu anche un prolifico scrittore. La sua produzione letteraria è principalmente orientata ad argomenti riguardanti l'ambito siciliano in genere, ma si dedicò anche all'agiografia con le storie di alcuni santi. Fu consultore e qualificatore del Sant'Uffizio e alla sua morte venne sepolto nella chiesa di San Domenico a Palermo. Il suo nome divenne famoso a Roma dove fu soprannominato Rosciano e a Lipsia, dove il suo nome venne fatto negli atti degli eruditi del 1702.

## Opere edite
- Il trionfo palermitano nella solenne acclamazione del cattolico re delle Spagne, e di Sicilia. Filippo V. festeggiata in Palermo a 30 di Gennaro 1701, Palermo, 1701.
- De' due santi Mamiliani arcivescovi, e cittadini di Palermo ... , tomo secondo, 1701.
- Vita di san Filareto confessore palermitano dell'ordine di S. Basilio col ragguaglio dell'invenzione del suo corpo in Calabria, Palermo, 1703.
- La Sicilia inventrice o vero Le invenzioni lodevoli nate in Sicilia, opera del dottor D. Vincenzo Auria palermitano, con li divertimenti geniali, osservazioni e giunte all'istessa di D. Antonino Mongitore, 1704.
- Bibliotheca sicula, sive De scriptoribus siculis, Palermo 1707-1714 (2 Vol.): tomo primo on-line; tomo secondo on-line
- Memorie istoriche della fondazione del venerabil monastero di S. Maria di tutte le grazie nella città di Palermo, detto S. Vito, del Terz'Ordine di S. Francesco. Con le vite de' suoi fondatori, e d'alcune religiose morte in esso con fame di santita, Palermo, 1710.
- Apologetica epistola Philalethi Orethei de patria s. Silviae Panormitanae s. Gregorii Magni matris, Palermo, 1715.
- Notitia regiae, et imperialis capellae Collegiatae Sancti Petri sacri, et regi i palatii Panormitani, Palermo, 1716
- Parlamenti generali ordinarij et straordinarj celebrati nel Regno di Sicilia dal 1494 fino al 1658, Palermo, 1717.
- Il parlamento di Sicilia. Memorie istoriche, 1718.
- Palermo divoto di Maria Vergine, e Maria Vergine protettrice di Palermo, Palermo, 1719-1720, (2 Vol.).
- Monumenta historica sacrae domus mansionis SS. Trinitatis Militaris Ordinis Theutonicorum urbis Panormi, Palermo, 1721.
- Rocchi Pirri, Regiae, et Imperialis Capellae Collegiatae Sancti Petri sacri et regii palatii Panormitani Notitia opus posthumum cum supplemento et additionibus D. Antonini Mongitore, Lugduni Batavorum, sumptibus Petri Vander, Bibliopolae & Typographi Academie atque Civitatis, 1723.
- L'atto pubblico di fede solennemente celebrato nella città di Palermo a 6 aprile 1724 dal Tribunale del S. Uffizio di Sicilia, Palermo, 1724.
- Istoria del ven. monastero de' sette angioli nella città di Palermo, dell'ordine delle Minime di S. Francesco di Paola: colle memorie delle religiose illustri in santità che in esso fiorirono, Palermo, 1726.
- Il mostro di Palermo: proposto da monsignor Antonio di Guevara, convinto favoloso dalla ragione e da'scrittori, Palermo, 1727.
- Palermo ammonito, penitente, e grato, nel formidabil terremoto del primo settembre 1726, Palermo, 1727.
- Vita del gran servo di Dio D. Paolo Riggio e Saladino palermitano, de principi di Campofiorito, Palermo, 1728.
- Vita di monsignor F. D. Giuseppe Gasch dell'ordine dei minimi da s. Francesco di Paola, Palermo, 1729.
- Le antiche porte della città di Palermo non più esistenti, Palermo, 1732.
- Discorso apologetico di Filalete Oreteo intorno all'origine, e fondazione della chiesa palermitana dal principe degli appostoli S. Pietro, Palermo, 1733.
- Roccho Pirri, Sicilia sacra disquisitionibus, et notitiis illustrata ... editio tertia emendata & continuatione ... cura & studio S.T.D.D. Antonini Mongitore, Palermo, 1733 (2. Vol.)
- Bullae, privilegia, et instrumenta Panormitanae metropolitanae ecclesiae, regni Siciliae primariae, Palermo, 1734.
- Rime degli Ereini di Palermo, Roma, 1734.
- Discorso istorico su l'antico titolo di Regno concesso all'isola di Sicilia, Palermo, 1735.
- Siciliæ sacræ celeberrimi abbatis Netini d. Rocchi Pirri additiones, et correctiones, Palermo, 1735.
- Lettera responsiva del sig. N.N. siciliano all'illustre signor marchese N.N. napolitano, Palermo, 1736.
- Della Sicilia ricercata nelle cose più memorabili, Palermo 1742-1743 (2 Vol.). tomo secondo on-line
- Parlamenti generali del Regno di Sicilia dall'anno 1446 fino al 1748. Con le memorie istoriche dell'antico, e moderno uso del Parlamento appresso varie nazioni, ed in particolare della sua origine in Sicilia, e del modo di celebrarsi, Palermo 1749 (2 vol.): tomo secondo (on-line)
- Palermo santificato dalla vita de' suoi cittadini : vite de' santi e beati palermitani, Palermo, 1757.
- Discorso storico della Cattolica Religione nel Regno di Sicilia in tempo del dominio de' Saraceni di Antonino Mongitore, canonico della Santa Metropolitana Chiesa di Palermo,  da pagina 117, in "Opuscoli di Autori Siciliani alla grandezza di monsignor D. Francesco Testa...", Palermo, 1762.
- (ES) Vita di monsignor F. D. Giuseppe Gasch dell'ordine dei minimi da s. Francesco di Paola, Palermo, 1765.
- Discorso istorico su l'antico titolo di Regno concesso all'isola di Sicilia e suoi dritti alla indipendenza dal Regno di Napoli, Palermo, 1821.
- L'atto pubblico di fede solennemente celebrato nella città di Palermo à 6 aprile 1724 dal Tribunale del S. Uffizio di Sicilia, dedicato alla maestà C. C. di Carlo 6. imperadore e 3. re di Sicilia, Bologna, 1868.
- Il Monastero e la Chiesa di S. Spirito o dei Vespri in Palermo, Palermo, 1882.
- Palermo santificato dalla vita dei suoi cittadini, ossia Vite dei santi e beati palermitani, Palermo, 1888, (voll. 2).
- Bibliotheca sicula, sive de scriptoribus siculis qui tum vetera, tum recentiora saecula illustrarunt, notitiae locupletissimae, Bologna, 1971, (voll. 2).
- Della Sicilia ricercata, Sala Bolognese, 1977, (voll. 2).
- Memorie dei pittori, scultori, architetti, artefici in cera siciliani, a cura di Elvira Natoli, Palermo, 1977.
- Le porte della città di Palermo al presente esistenti, descritte da Lipario Triziano palermitano, Palermo, 1980.
- La Sicilia ricercata nelle cose più memorabili, Palermo, 1981.
- Il Monastero e la Chiesa di S. Spirito e dei Vespri in Palermo, Palermo, 1982.
- Le porte della città di Palermo al presente esistenti, descritte da Lipario Triziano palermitano, Palermo, 1988.
- Le chiese fuori la città nella campagna", Palermo 1995 (trascrizione integrale dell'opera manoscritta in F. Lo Piccolo, In rure sacra").
- La Sicilia ricercata nelle cose più memorabili, Catania, 2000.
- Storia delle chiese di Palermo : i conventi, Palermo, 2009, (voll. 2) (trascrizione integrale dell'opera manoscritta curata da F. Lo Piccolo).